# Морска сол
Морска сол се нарича солта, добивана от морската вода, като правило по естествен начин (изпарение на водата под въздействието на Слънцето и вятъра или в изпарителни инсталации). Каменната сол (халитът) се добива от древни морски отлагания и се отличава от морската само с това, че при нея органичните остатъци не са „пресни“.
В натуралната морска сол се съдържа неголямо количество йод. При изследване на натурални морски соли от 21 страни по света съдържанието на йод в образците е средно под 0,7 mg/kg, докато в йодираната трапезна сол съдържанието на йод е от 28 до 55 mg/kg.
Вкусът на морската сол не се различава от този на обикновената готварска сол, особено в разтворен вид, в приемливи за храна концентрации.
Хората са добивали сол от морската вода още преди 4000 години. Първи започват да добиват сол от морската вода жителите на сухите и топли страни от Средиземноморието (Франция, Италия, Испания) и Източна Азия (Япония, Индия, Китай). Големи плитки водоеми (наричани солници) се заливат с морска вода. Водата се изпарява, солта остава на дъното. Морската вода съдържа и други минерали, но те се отделят първи. Преливайки водата от водоем във водоем, тези нежелани минерали напълно се отстраняват и се получава чиста сол.
Световният добив на сол от морска вода възлиза на над 6 млн. тона годишно.
В страни с по-хладен климат, като напр. Англия, солта се е добивала чрез „изваряване“ на морската вода с горива.

## Състав
Във водата на открития океан, независимо от абсолютната концентрация, количествените отношения между концентрациите на главните йони винаги са еднакви. Това постоянство на солния състав е получило названието Закон на Дитмар, по името на английския химик, доказал това важно свойство на морската вода през 1884 г. Постоянството на солния състав не се наблюдава в областите около устиетата на големите реки, а също в континенталните морета, които имат слаб водообмен с океана и затова са забележимо опреснени (като Азовско, Черно и Балтийско море)
Минералният състав на морската сол съществено зависи от технологията на добива ѝ. Затова в литературата обикновено се посочва изходният минерален състав на океанската вода при нормална соленост.